# Joe Tarto
Joe Tarto (Newark, 22 februari 1902 – Morristown, 24 augustus 1986) was een Amerikaanse jazz-tubaïst, contrabassist en arrangeur.

## Biografie
Tarto speelde vanaf zijn twaalfde trombone, later stapte hij over op de tuba. Tijdens de Eerste Wereldoorlog ging hij op zijn vijftiende in het leger, waar hij met anderen een kleine jazzband oprichtte. Na de oorlog speelde hij twee jaar met een dixieland-band in en rond Jersey. Hierna vertrok hij naar New York, waar hij werd aangenomen door bandleider Cliff Edwards. Met Edwards speelde hij negen maanden en maakte hij plaatopnamen.

## Jaren twintig
In 1922 werd hij lid van het orkest van Paul Specht en in juni dat jaar nam hij hiermee voor het eerst een hotjazznummer op. Bij Specht speelde hij twee jaar, een periode waarin hij ook begon te arrangeren. Vanaf 1923 maakte hij opnamen met verschillende groepen van Phil Napoleon en in 1925 ging hij werken bij Sam Lanin, die speelde in de Roseland Ballroom. Een ander orkest dat daar speelde was dat van Fletcher Henderson en voor Henderson ging hij arrangementen schrijven van walsen. In de jaren erop was hij ook actief als freelancer bij plaatopnamen, onder meer van Red Nichols en Miff Mole. Na zijn tijd bij Lanin werkte hij bij bandleider Vincent Lopez en speelde hij in allerlei Broadway-shows (waaronder "Rain or Shine") op een speciaal voor hem gemaakte tuba van acht foot groot.

## Jaren dertig en later
In de jaren dertig was er minder werk voor Tarto als jazztubaïst. Hij was tubaspeler in het orkest van David Rubinoff, dat speelde in een populair radioprogramma van Eddie Cantor. Hij werkte mee aan opnamen van bijvoorbeeld Bing Crosby en het orkest van Joe Venuti en Eddie Lang en speelde mee op muziek voor films (zoals Betty Boop-tekenfilms en Maurice Chevalier-musicals). Ook was hij muzikant in allerlei soorten bands (zoals hillbilly-bands) en orkesten, van pit orchestras tot en met klassieke orkesten. Hij deed studiowerk voor NBC en ABC en werkte in allerlei dixieland-groepen, onder meer van Muggsy Spanier. Meer dan twee decennia speelde hij af en toe tuba of contrabas in een band van Paul Whiteman en vijftien jaar lang werkte hij bij het orkest van Paul Lavalle. Vanaf het midden van de jaren zestig gaf Tarto les. Hij speelde in Essex Brass Ensemble en in een dixieland-groep. In 1984 was hij een speciale gast op het jazzfestival van Breda.

## Discografie
- Joe Tarto: Titan of the Tuba, Broadway Intermission Records